# 洛河大桥 (浩吉铁路)
浩吉铁路洛河大桥是中华人民共和国河南省三门峡市卢氏县境内的一座上承式钢管混凝土拱桥，为浩吉铁路的控制性工程。

## 基本信息
浩吉铁路洛河大桥由中铁五局于2016年10月开始承建，并在2018年建成，2019年随浩吉铁路通车。桥长313.74米，一跨220米，单次承重5000吨，平均一米荷重22.7吨，是中国首座重载铁路单钢拱桥。
2022年11月25日，浩吉铁路洛河大桥获颁2020-2021年度“中国建设工程鲁班奖”。